# ژرژ آرشنبو

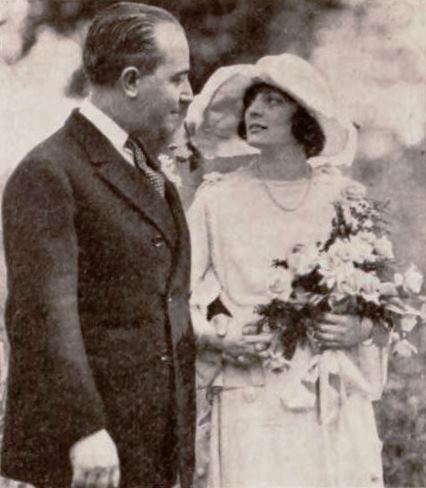
جشن ازدواج «ژرژ آرشنبو» با «کاترین جانسون» - ۱۹۲۱

ژرژ اوژن لوئی ماری آرشنبو (فرانسوی: Georges Eugène Louis Marie Archainbaud‎؛ ‏ ۷ مهٔ ۱۸۹۰ – ۲۰ فوریهٔ ۱۹۵۹) کارگردان سینما و تلویزیون اهل فرانسه-ایالات متحده آمریکا بود.

## گزیده فیلمشناسی
از فیلم‌هایی که وی کارگردانی نمود می‌توان به عشق جنگلی او، بعضی‌ها داغشو دوست دارن و بهشت مجردها اشاره نمود.